# New Zealand Football Championship 2016/17
Die New Zealand Football Championship 2016/17 (aus Sponsorengründen Stirling Sports Premiership 2016/17) war die dreizehnte Spielzeit der höchsten neuseeländischen Spielklasse im Fußball der Männer. Mit Eastern Suburbs AFC und Tasman United schlossen sich zwei neue Franchises der Liga an, WaiBOP United wurde von den Hamilton Wanderers ersetzt.

## Modus
Zunächst spielten alle Mannschaften in einer aus zehn Mannschaften bestehenden Liga in Hin- und Rückrunde gegeneinander, sodass jedes Team 18 Spiele bestritt. Die ersten vier Mannschaften nach der Vorrunde qualifizierten sich für die Meisterschafts-Play-offs, deren Halbfinale ebenfalls in Hin- und Rückspiel ausgetragen wurde. Im Finale wurde nur ein Spiel gespielt.

## Vorrunde

### Abschlusstabelle
| Pl.             | Verein                | Sp. | S  | U | N  | Tore    | Diff. | Punkte |
| --------------- | --------------------- | --- | -- | - | -- | ------- | ----- | ------ |
| 1.              | Auckland City FC      | 18  | 11 | 3 | 4  | 035:150 | +20   | 36     |
| 2.              | Team Wellington (M)   | 18  | 11 | 3 | 4  | 051:320 | +19   | 36     |
| 3.              | Waitakere United      | 18  | 10 | 4 | 4  | 031:250 | +6    | 34     |
| 4.              | Hawke’s Bay United    | 18  | 10 | 2 | 6  | 046:300 | +16   | 32     |
| 5.              | Eastern Suburbs AFC   | 18  | 9  | 3 | 6  | 028:250 | +3    | 30     |
| 6.              | Canterbury United     | 18  | 6  | 6 | 6  | 032:280 | +4    | 24     |
| 7.              | Wellington Phoenix II | 18  | 6  | 4 | 8  | 025:330 | −8    | 22     |
| 8.              | Tasman United         | 18  | 4  | 5 | 9  | 029:420 | −13   | 17     |
| 9.              | Hamilton Wanderers    | 18  | 4  | 1 | 13 | 024:500 | −26   | 13     |
| 10.             | Southern United       | 18  | 3  | 1 | 14 | 020:410 | −21   | 10     |
| Stand: Endstand |                       |     |    |   |    |         |       |        |

| (M) | amtierender neuseeländischer Meister |

## Meisterplayoff

### Halbfinale
| Datum              |                  | Ergebnis                         |                    | Ort                       |
| ------------------ | ---------------- | -------------------------------- | ------------------ | ------------------------- |
| Sa., 25. März 2017 | Auckland City FC | 1:0 (0:0)                        | Hawke’s Bay United | Auckland (Kiwitea Street) |
| So., 26. März 2017 | Team Wellington  | 6:6 n. V. (4:4, 1:1) (3:2 i. E.) | Waitakere United   | Wellington (Newton Park)  |

### Finale
| Datum              |                  | Ergebnis  |                 | Ort                              |
| ------------------ | ---------------- | --------- | --------------- | -------------------------------- |
| So., 2. April 2017 | Auckland City FC | 1:2 (1:1) | Team Wellington | Auckland (North Harbour Stadium) |

- Schiedsrichter: Campbell-Kirk Kawana-Waugh